# 外山 (奥日光)

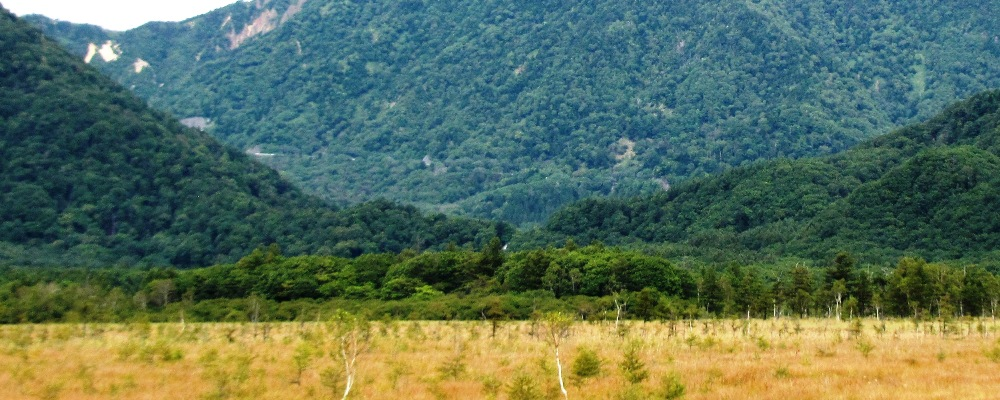
赤沼から湯ノ湖方面を臨む。写真の左端から右端に向けて、外山北東麓の小尾根が緩やかな斜面を成す。奥は温泉ヶ岳の南山麓、手前は戦場ヶ原と糠塚。

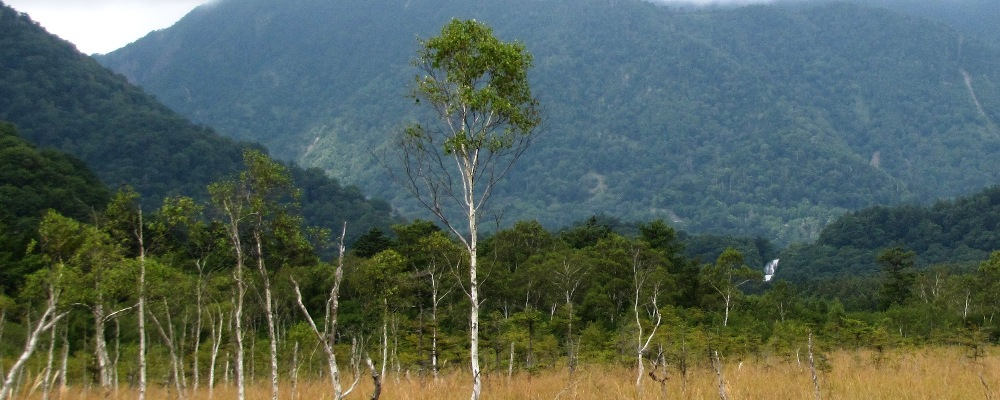
戦場ヶ原自然研究路から湯ノ湖方面を臨む。写真右寄りに外山北東麓の小尾根から湯滝が流れ落ちているのが見える。

外山（とやま、そとやま）は栃木県日光市の西部、男体山の西北西約8km地点にある標高2,204mの山。

## 概要
日光連山の西部に位置し、湯ノ湖や戦場ヶ原に面し堂々とした山容を呈する。金精山、五色山、前白根、白根隠山等の2,200m超級の山々とともに白根火山群の山体を成し、溶岩ドームである奥白根山の山頂部東側を取り囲んでいるため、奥白根は関東地方平地部からその山麓を臨むことができない。
外山を戦場ヶ原から臨むと台形状に見え、その上底部にあたる尾根上に3つのピークを有する。これらのピークの標高は、北側から順に2,204m、2,115m、2,109.6mとなっており、最北のピークが外山の最頂部となっている。この最北部のピークから北西に向かう尾根を経て前白根山に連なっている。また最南部の2,109.6mのピークは湖上山（こじょうさん）とも呼ばれている。
外山の北山麓には日光湯元温泉スキー場があり、スキー場の東側平地部は日光湯元温泉の温泉街となっている。湯元温泉の南側に面する湯ノ湖の水は、外山の北東麓に突き出たなだらかな低い尾根によって堰き止められており、この低い尾根を越えて溢れ出た水は、その南面を湯滝となって戦場ヶ原方面に下り降りて湯川となる。
外山の東山麓部からは、東南方向の戦場ヶ原、湯川流域部に向けて4つのピークを持つ尾根が岬状に突き出している。この4つのピークの標高は西から順番に1,752m、1,715m、1,594m、1,485mで、外山から戦場ヶ原に向けて階段状の峰々を成しており、その最東端部は泉門池の西縁を形成するとともに、戦場ヶ原の北端部となっている。比較的平坦なハイキングコースで初心者や子供連れのファミリー客で賑わう『戦場ヶ原自然研究路』は、この外山の岬の東端を越えて設置されている。
外山の西山麓部は、外山沢およびその支流である緑沢の源流域となっており、緑沢には緑滝がある。外山沢は小田代原西側を流れて途中でツメタ沢を合わせ、千手ヶ原を経て千手ヶ浜で中禅寺湖に注ぐ。
外山山麓は概ね広葉樹林で占められ、針葉樹林は山頂に近い部分のみとなっている。

## 登山道
日光湯元温泉から白根山に向かう登山ルートが当山の北西麓を経る。

## 付近の山
- 日光白根山
- 白根隠山